# Antoine Marie Chamans de Lavalette
Antoine Marie Chamans, conde de Lavalette (París, 14 de octubre de 1769 -París, 15 de febrero de 1830) fue un militar, diplomático y francmasón francés, alto funcionario en la administración durante el régimen de Napoleón I, dirigió el servicio postal francés entre 1804 y 1814. 

## Biografía
Oficial en el estado mayor del general Custine y ayudante de campo de Baraguey d'Hilliers, tras la batalla de Arcole fue nombrado ayudante de campo de Napoleón Bonaparte y secretario en las negociaciones del tratado de paz de Leoben. Participó en la campaña de Egipto y a su regreso en Francia, es enviado como representante diplomático en Sajonia y Hesse. 
Director de la caja de amortizaciones (caisse d'amortissement) y comisario central en 1801, fue nombrado directeur général des Postes el 19 de marzo de 1804 y miembro de la sección de interior del Consejo de Estado de Francia. Como director de correos, fue también el máximo responsable del servicio del Cabinet noir o de censura postal. Condecorado gran oficial de la Légion d'honneur el 30 de junio de 1811, tras la primera caída de Napoleón y la restauración monárquica participó en una conjura dirigida por los generales Drouet d'Erlon y Lefebvre-Desnouettes.
Arrestado el 9 de julio de 1815 fue acusado de conspiración y de usurpación de funciones, siendo condenado a la pena capital el 21 de noviembre de 1815. Sin embargo, durante su cautiverio aprovechó una visita de su esposa, Emilia de Beauharnais y de su hija para evadirse a París disfrazado de mujer en la noche del 20 de diciembre de 1815 y con la ayuda de varios oficiales británicos, alcanzar Mons, en Bélgica para después escapar a Baviera donde vivió en exilio durante varios años con la protección de Eugène de Beauharnais, Hortensia de Beauharnais y del rey Maximiliano I de Baviera.
Indultado en 1822, regresó a París donde su esposa se encontraba enferma desde el episodio de su fuga y retirado de la vida pública, murió como consecuencia de un cáncer de pulmón siendo sepultado en el cementerio parisino de cementerio de Père Lachaise. 